# Nowotjahynka
Nowotjahynka (ukrainisch Новотягинка; russisch Новотягинка Nowotjaginka) ist ein Dorf am rechten Ufer des Dnepr in der ukrainischen Oblast Cherson mit etwa 700 Einwohnern (2001).

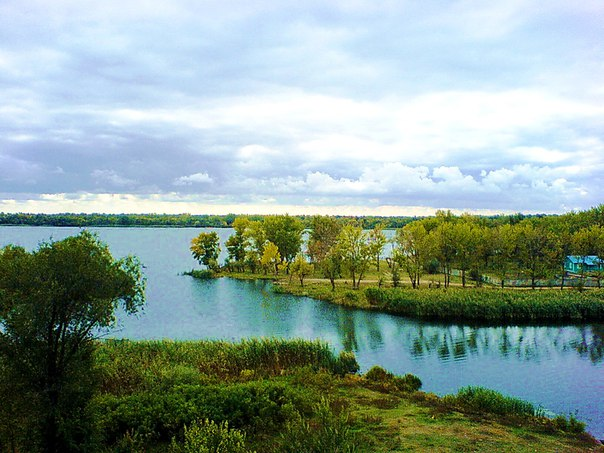
Der Dnepr bei Nowotjahynka

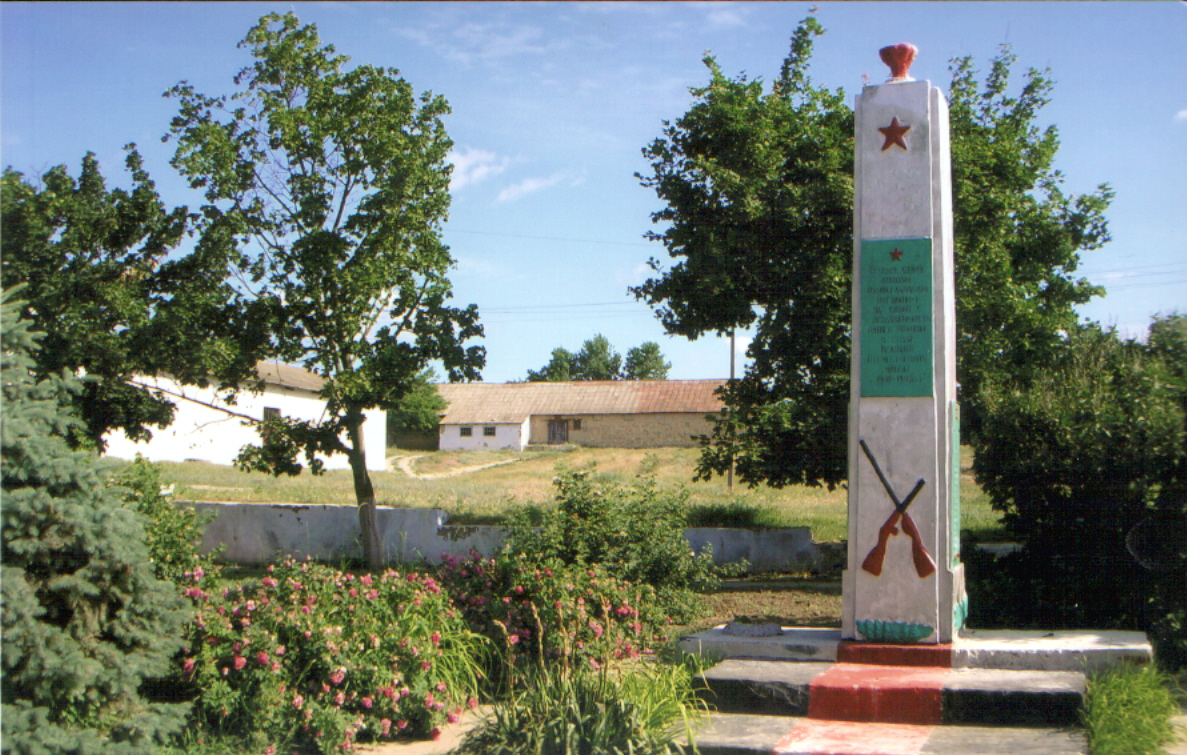
Gefallenendenkmal im Dorf

Die Ortschaft liegt auf einer Höhe von 40 m, 4 km östlich von Tokariwka (Токарівка, ⊙), 18 km östlich vom Gemeindezentrum Darjiwka, 52 km nordöstlich vom ehemaligen Rajonzentrum Biloserka und 40 km nordöstlich vom Oblastzentrum Cherson. Zwei Kilometer nördlich vom Dorf verläuft die Fernstraße M 14 / E 58.
Am 12. Juni 2020 wurde das Dorf ein Teil der Landgemeinde Darjiwka; bis dahin war es ein Teil der Landratsgemeinde Tokariwka im Osten des Rajons Biloserka.
Seit dem 17. Juli 2020 ist es ein Teil des Rajons Cherson.